# Chrysotoxum willistoni
Chrysotoxum willistoni är en tvåvingeart som beskrevs av Charles Howard Curran 1924. Chrysotoxum willistoni ingår i släktet getingblomflugor, och familjen blomflugor. Inga underarter finns listade i Catalogue of Life.